# Brydż sportowy na Olimpiadzie Sportów Umysłowych
Brydż sportowy na Olimpiadzie Sportów Umysłowych – rozgrywki brydżowe (turniej zespołowy) organizowane przez Światową Federację Brydżową oraz Międzynarodową Federację Sportów Umysłowych (ang. International Mind Sports Association – IMSA) odbywające się co cztery lata począwszy od 2008 w ramach Olimpiady Sportów Umysłowych. Brydż sportowy na Olimpiadach Sportów Umysłowych jest kontynuacją Olimipiad brydżowych rozgrywanych w latach 1960..2004 (Olimpiady Brydżowe 1..12).

## Formuła zawodów
Formułą zawodów każdorazowo ogłaszana jest przed zawodami. Aktualnie (7 sierpnia 2012):
- Zawody rozgrywane są w 3 kategoriach: Open, Kobiety, Seniorzy;
- Każda federacja brydżowa uprawniona jest do wystawienia jednego zespołu w każdej z kategorii;
- Zawody składają się dwóch faz: eliminacyjnej (w grupach) oraz pucharowej;
- W fazie eliminacyjnej drużyny podzielone są na grupy i rozgrywają mecze z każdym przeciwnikiem w grupie;
- W fazie pucharowej rozgrywane są zawody 1/8, ćwierćfinały, półfinały, mecze o 3. miejsce oraz finał.

## Podsumowanie medalowe
Poniższa tabela pokazuje zawodnicy z jakich krajów zdobyli medale. Najechanie myszką nad liczbę medali pokazuje numery zawodów na których te medale zostały zdobyte. Dane można sortować według krajów lub liczby medali.
| Podsumowanie medalowe (Stan na 24 sierpnia 2012) | Podsumowanie medalowe (Stan na 24 sierpnia 2012) | Podsumowanie medalowe (Stan na 24 sierpnia 2012) | Podsumowanie medalowe (Stan na 24 sierpnia 2012) | Podsumowanie medalowe (Stan na 24 sierpnia 2012) | Podsumowanie medalowe (Stan na 24 sierpnia 2012) | Podsumowanie medalowe (Stan na 24 sierpnia 2012) | Podsumowanie medalowe (Stan na 24 sierpnia 2012) | Podsumowanie medalowe (Stan na 24 sierpnia 2012) | Podsumowanie medalowe (Stan na 24 sierpnia 2012) | Podsumowanie medalowe (Stan na 24 sierpnia 2012) | Podsumowanie medalowe (Stan na 24 sierpnia 2012) | Podsumowanie medalowe (Stan na 24 sierpnia 2012) | Podsumowanie medalowe (Stan na 24 sierpnia 2012) | Podsumowanie medalowe (Stan na 24 sierpnia 2012) | Podsumowanie medalowe (Stan na 24 sierpnia 2012) |
| Kategoria                                        | Kategoria                                        | Open                                             | Open                                             | Open                                             | Kobiety                                          | Kobiety                                          | Kobiety                                          | Seniorzy                                         | Seniorzy                                         | Seniorzy                                         | Razem                                            | Razem                                            | Razem                                            | Kategoria                                        | Kategoria                                        |
| F                                                | Kraj                                             | Z                                                | S                                                | B                                                | Z                                                | S                                                | B                                                | Z                                                | S                                                | B                                                | Z                                                | S                                                | B                                                | F                                                | Kraj                                             |
| ------------------------------------------------ | ------------------------------------------------ | ------------------------------------------------ | ------------------------------------------------ | ------------------------------------------------ | ------------------------------------------------ | ------------------------------------------------ | ------------------------------------------------ | ------------------------------------------------ | ------------------------------------------------ | ------------------------------------------------ | ------------------------------------------------ | ------------------------------------------------ | ------------------------------------------------ | ------------------------------------------------ | ------------------------------------------------ |
| Anglia                                           | Anglia                                           | _00_01_00_Anglia                                 | 1                                                |                                                  | 2                                                |                                                  |                                                  | _00_00_00_Anglia                                 |                                                  |                                                  | 2                                                | 1                                                |                                                  | Anglia                                           | Anglia                                           |
|                                                  | Chiny                                            | _00_00_00_Chiny                                  |                                                  |                                                  | _00_01_00_Chiny                                  | 1                                                |                                                  | _00_00_00_Chiny                                  |                                                  |                                                  | _00_01_00_Chiny                                  | 1                                                |                                                  |                                                  | Chiny                                            |
| Francja                                          | Francja                                          | _00_00_00_Francja                                |                                                  |                                                  | _00_00_00_Francja                                |                                                  |                                                  | _00_00_01_Francja                                |                                                  | 1                                                | _00_00_01_Francja                                |                                                  | 1                                                | Francja                                          | Francja                                          |
| Indonezja                                        | Indonezja                                        | _00_00_00_Indonezja                              |                                                  |                                                  | _00_00_00_Indonezja                              |                                                  |                                                  | _00_00_01_Indonezja                              |                                                  | 1                                                | _00_00_01_Indonezja                              |                                                  | 1                                                | Indonezja                                        | Indonezja                                        |
| Japonia                                          | Japonia                                          | _00_00_00_Japonia                                |                                                  |                                                  | _00_00_00_Japonia                                |                                                  |                                                  | 1                                                |                                                  |                                                  | 1                                                |                                                  |                                                  | Japonia                                          | Japonia                                          |
| Monako                                           | Monako                                           | _00_00_01_Monako                                 |                                                  | 1                                                | _00_00_00_Monako                                 |                                                  |                                                  | _00_00_00_Monako                                 |                                                  |                                                  | _00_00_01_Monako                                 |                                                  | 1                                                | Monako                                           | Monako                                           |
| Norwegia                                         | Norwegia                                         | _00_00_01_Norwegia                               |                                                  | 1                                                | _00_00_00_Norwegia                               |                                                  |                                                  | _00_00_00_Norwegia                               |                                                  |                                                  | _00_00_01_Norwegia                               |                                                  | 1                                                | Norwegia                                         | Norwegia                                         |
| Polska                                           | Polska                                           | _00_01_00_Polska                                 | 1                                                |                                                  | _00_00_01_Polska                                 |                                                  | 1                                                | _00_00_00_Polska                                 |                                                  |                                                  | _00_01_01_Polska                                 | 1                                                | 1                                                | Polska                                           | Polska                                           |
| Rosja                                            | Rosja                                            | _00_00_00_Rosja                                  |                                                  |                                                  | _00_01_00_Rosja                                  | 1                                                |                                                  | _00_00_00_Rosja                                  |                                                  |                                                  | _00_01_00_Rosja                                  | 1                                                |                                                  | Rosja                                            | Rosja                                            |
| Szwecja                                          | Szwecja                                          | 1                                                |                                                  |                                                  | _00_00_00_Szwecja                                |                                                  |                                                  | _00_00_00_Szwecja                                |                                                  |                                                  | 1                                                |                                                  |                                                  | Szwecja                                          | Szwecja                                          |
| Stany Zjednoczone                                | USA                                              | _00_00_00_USA                                    |                                                  |                                                  | _00_00_01_USA                                    |                                                  | 1                                                | _00_02_00_USA                                    | 2                                                |                                                  | _00_02_01_USA                                    | 2                                                | 1                                                | Stany Zjednoczone                                | USA                                              |
| Węgry                                            | Węgry                                            | _00_00_00_Węgry                                  |                                                  |                                                  | _00_00_00_Węgry                                  |                                                  |                                                  | 1                                                |                                                  |                                                  | 1                                                |                                                  |                                                  | Węgry                                            | Węgry                                            |
| Włochy                                           | Włochy                                           | 1                                                |                                                  |                                                  | _00_00_00_Włochy                                 |                                                  |                                                  | _00_00_00_Włochy                                 |                                                  |                                                  | 1                                                |                                                  |                                                  | Włochy                                           | Włochy                                           |
| Razem                                            | Razem                                            | 2                                                | 2                                                | 2                                                | 2                                                | 2                                                | 2                                                | 2                                                | 2                                                | 2                                                | 6                                                | 6                                                | 6                                                | Razem                                            | Razem                                            |

## Wyniki zawodów w poszczególnych kategoriach
| Kategoria Open. Miejsca medalowe | Kategoria Open. Miejsca medalowe                   | Kategoria Open. Miejsca medalowe                                                                                    |
| Lp                               | Miejsce                                            | Zespół i skład |
| -------------------------------- | -------------------------------------------------- | --- |
| 2: (14)                          | 2012, 9..23 sierpnia, Lille, (Francja) 60 drużyn   | 2012, 9..23 sierpnia, Lille, (Francja) 60 drużyn                                                                    |
| 2: (14)                          | 1                                                  | Szwecja Krister Ahlesved, Peter Bertheau, Per-Ola Cullin, Fredrik Nyström, Jonas Petersson, Johan Upmark            |
| 2: (14)                          | 2                                                  | Polska Cezary Balicki, Krzysztof Buras, Grzegorz Narkiewicz, Piotr Żak, Jerzy Zaremba, Adam Żmudziński              |
| 2: (14)                          | 3                                                  | Monako Fulvio Fantoni, Geir Helgemo, Tor Helness, Franck Multon, Claudio Nunes, Pierre Zimmermann                   |
| 1: (13)                          | 2008, 3..18 października, Pekin, (Chiny) 71 drużyn | 2008, 3..18 października, Pekin, (Chiny) 71 drużyn                                                                  |
| 1: (13)                          | 1                                                  | Włochy Giorgio Duboin, Fulvio Fantoni, Lorenzo Lauria, Claudio Nunes, Antonio Sementa, Alfredo Versace              |
| 1: (13)                          | 2                                                  | Anglia David Gold, Jason Hackett, Justin Hackett, Artur Malinowski, Nicklas Sandqvist, Tom Townsend                 |
| 1: (13)                          | 3                                                  | Norwegia Terje Aa, Glenn Grøtheim, Geir Helgemo, Tor Helness, Jorgen Molberg, Ulf Haakon Tundal                     |
| 1: (13)                          | 5-9                                                | Polska Bogusław Gierulski, Krzysztof Jassem, Krzysztof Martens, Bogusław Pazur, Jerzy Skrzypczak, Sławomir Zawiślak |

| Kategoria Kobiety. Miejsca medalowe | Kategoria Kobiety. Miejsca medalowe                 | Kategoria Kobiety. Miejsca medalowe                                                                                       |
| Lp                                  | Miejsce                                             | Zespół i skład |
| ----------------------------------- | --------------------------------------------------- | --- |
| 2: (14)                             | 2012, 9..23 sierpnia, Lille, (Francja) 43 drużyny   | 2012, 9..23 sierpnia, Lille, (Francja) 43 drużyny                                                                         |
| 2: (14)                             | 1                                                   | Anglia Sally Brock, Fiona Brown, Heather Dhondy, Nevena Senior, Nicola Smith, Susan Stockdale                             |
| 2: (14)                             | 2                                                   | Rosja Swietłana Czubarowa, Wiktorija Gromowa, Anna Gulewicz, Jelena Choniczewa, Tatjana Ponomariowa, Olga Worobiejczikowa |
| 2: (14)                             | 3                                                   | Polska Cathy Bałdysz, Ewa Banaszkiewicz, Katarzyna Dufrat, Danuta Kazmucha, Natalia Sakowska, Justyna Żmuda               |
| 1: (13)                             | 2008, 3..18 października, Pekin, (Chiny) 54 drużyny | 2008, 3..18 października, Pekin, (Chiny) 54 drużyny                                                                       |
| 1: (13)                             | 1                                                   | Anglia Sally Brock, Heather Dhondy, Catherine Draper, Anne Rosen, Nevena Senior, Nicola Smith                             |
| 1: (13)                             | 2                                                   | Chiny Gu Ling, Liu Yiqian, Sun Ming, Wang Hongli, Wang Wenfei, Zhang Yalan                                                |
| 1: (13)                             | 3                                                   | USA Mildred Breed, Marinesa Letizia, Sylvia Moss, Judi Radin, Janice Seamon-Molson, Tobi Sokolow                          |
| 1: (13)                             | 9..16                                               | Polska Grażyna Brewiak, Ewa Harasimowicz, Ewa Kater, Ewa Kozyra, Anna Sarniak, Małgorzata Pasternak                       |

| Kategoria Seniorzy. Miejsca medalowe | Kategoria Seniorzy. Miejsca medalowe                | Kategoria Seniorzy. Miejsca medalowe                                                                                        |
| Lp                                   | Miejsce                                             | Zespół i skład |
| ------------------------------------ | --------------------------------------------------- | --- |
| 2: (14)                              | 2012, 9..23 sierpnia, Lille, (Francja) 34 drużyny   | 2012, 9..23 sierpnia, Lille, (Francja) 34 drużyny                                                                           |
| 2: (14)                              | 1                                                   | Węgry Gyorgy Barany, Miklos Dumbovich, Mihaly Kovacs, Peter Magyar, Geza Szappanos                                          |
| 2: (14)                              | 2                                                   | USA Neil Chambers, Lew Finkel, Stephen Landen, Sam Lev, John Schermer, Richard Schwartz                                     |
| 2: (14)                              | 3                                                   | Francja Patrick Grenthe, Guy Lasserre, Francois Leenhardt, Patrice Piganeau, Philippe Poizat, Philippe Vanhoutte            |
| 2: (14)                              | 9-16                                                | Polska Julian Klukowski, Apolinary Kowalski, Krzysztof Lasocki, Wiktor Markowicz, Jacek Romański, Jerzy Russyan             |
| 1: (13)                              | 2008, 3..18 października, Pekin, (Chiny) 32 drużyny | 2008, 3..18 października, Pekin, (Chiny) 32 drużyny                                                                         |
| 1: (13)                              | 1                                                   | Japonia Hiroya Abe, Makoto Hirata, Masayuki Ino, Yoshiyuki Nakamura, Kyōko Ōno, Akihiko Yamada                              |
| 1: (13)                              | 2                                                   | USA Grant Baze, Billy Eisenberg, Russ Ekeblad, Matt Granovetter, Sam Lev, Reese Milner                                      |
| 1: (13)                              | 3                                                   | Indonezja Michael Bambang Hartono, Henky Lasut, Eddy M F Manoppo, Denny Sacul, Munawar Sawiruddin, Ferdinand Robert Waluyan |
| 1: (13)                              | 9-16                                                | Polska Roman Kierznowski, Ireneusz Kowalczyk, Stefan Kowalczyk, Apolinary Kowalski, Jacek Romański, Jan Sucharkiewicz       |